# Philibertia suberecta
Philibertia suberecta är en oleanderväxtart som beskrevs av Goyder. Philibertia suberecta ingår i släktet Philibertia och familjen oleanderväxter. Inga underarter finns listade i Catalogue of Life.